# Mod perl
mod_perl은 아파치 HTTP 서버용 선택적 모듈이다. 펄 인터프리터를 아파치 서버 안으로 임베드한다. 아파치 모듈을 펄 프로그래밍 언어로 작성할 수 있게 허용할 뿐 아니라 아파치 웹 서버가 동적으로 펄 프로그램에 의해 구성될 수 있게 한다. 그러나 가장 일반적인 용도는 각 요청마다 펄 인터프리터를 다시 실행하는 상당한 부하 없이 펄 스크립트가 만든 동적 콘텐츠를 들어오는 요청에 대응하여 서비스할 수 있게 하는 것이다.
웹 사이트 슬래시닷을 운영하는 슬래시는 mod_perl을 사용하여 작성되어 있다. 초기 버전의 PHP는 mod_perl을 사용하여 펄로 구현되었다.

## CGI와의 비교
mod_perl은 공용 게이트웨이 인터페이스(CGI) 환경을 에뮬레이트할 수 있으므로 기존의 펄 CGI 스크립트들은 재작성할 필요 없이 성능 향상의 이점을 취할 수 있다.
CGI 및 기타 대부분의 웹 애플리케이션 환경과 달리 mod_perl은 아파치 API에 대한 완전한 접근을 제공하므로 프로그래머들이 아파치 요청 사이클 내의 모든 구간에 대한 핸들러를 작성할 수 있으며 아파치의 내부 테이블과 상태 매커니즘을 조작하고 아파치 프로세스나 스레드 간 데이터를 공유하며 아파치 구성 파일 파서를 변경, 확장하고 펄 코드를 구성 파일 자체에 추가하는 등의 일을 허용한다.

## 같이 보기
- CGI.pm
- FastCGI